# Wolfgang Reinhardt
Wolfgang Reinhardt (Alemania, 6 de mayo de 1943-11 de junio de 2011) fue un atleta alemán, especializado en la prueba de salto con pértiga en la que llegó a ser subcampeón olímpico en 1964.

## Carrera deportiva
En los JJ. OO. de Tokio 1964 ganó la medalla de plata en el salto con pértiga, con un salto por encima de 5.05 m, tras el estadounidense Fred Hansen que con 5.10 m batió el récord olímpico, y por delante de su paisano alemán Klaus Lehnertz (bronce con 5.00 metros).